# アマリロ・ソッドプードルズ
アマリロ・ソッドプードルズ(Amarillo Sod Poodles)は、マイナーリーグベースボール、AA（ダブルA）テキサスリーグ南地区所属の野球チームであり、MLBのアリゾナ・ダイヤモンドバックス傘下のチームとして活動している。本拠地はテキサス州ポッター郡アマリロにあるホッジタウン。

## 歴史
1972年、サンアントニオ・ブルワーズとしてテキサスリーグに加盟。その名の通り、ミルウォーキー・ブルワーズの提携球団として発足したが、クリーブランド・インディアンス、テキサス・レンジャーズが提携球団となった後もこの名称が使われていた。
1977年からはロサンゼルス・ドジャースと提携し、サンアントニオ・ドジャースに改称された。この名称は1987年まで使われ、1988年からはサンアントニオ伝統の球団名であるサンアントニオ・ミッションズに改称された。この名前は1972年以前にあった2つの別球団にも使用されていた時期がある。
2001年、シアトル・マリナーズと提携。
2007年、サンディエゴ・パドレスと提携。
2017年6月には2019年シーズンよりAAA級コロラドスプリングス・スカイソックスがサンアントニオ・ミッションズの名称で移転することになったため、同じテキサス州のアマリロへの移転及び新ニックネームのコンテスト開催が発表された。
2018年11月13日、2019年シーズンからのチーム名がアマリロ・ソッドプードルズに決定した。「ソッドプードルズ」という名前は、プレーリードッグを意味するものである。
2021年よりアリゾナ・ダイヤモンドバックスの傘下球団となった。

## 過去の主な所属選手
- ロン・ワシントン
- ロン・レニキー
- マイク・ソーシア
- デーブ・スチュワート
- ボブ・ウェルチ
- オーレル・ハーシュハイザー
- フェルナンド・バレンズエラ
- スティーブ・サックス
- ラモン・マルティネス
- ジョン・ウェッテランド
- エリック・キャロス
- エリック・ヤング
- ペドロ・マルティネス
- マイク・ピアッツァ
- ラウル・モンデシー
- 朴賛浩
- トッド・ホランズワース
- ミゲル・カイロ
- ヘンリー・ブランコ
- ポール・ロデューカ
- ポール・コネルコ
- アレックス・コーラ
- デニス・レイエス
- エイドリアン・ベルトレ
- エリック・ガニエ
- ウィリー・ブルームクイスト
- J.J.プッツ
- ラファエル・ソリアーノ
- グレッグ・ダブス
- ギル・メッシュ
- 白嗟承
- ホセ・ロペス
- ジョージ・シェリル
- マイケル・モース
- 秋信守
- フェリックス・ヘルナンデス
- ユニエスキー・ベタンコート
- アダム・ジョーンズ
- ウラディミール・バレンティン
- チェイス・ヘッドリー
- ティム・ストーファー
- ウィル・ベナブル
- ニック・ハンドリー
- マット・レイトス
- カイル・ブランクス
- チャド・ハフマン
- ルイス・デュランゴ
- エルネスト・フリエリ
- コーリー・ルーブキー
- マット・クラーク
- エバン・スクリブナー
- アンディ・パリーノ
- ネイト・フレイマン
- コーリー・スパンジェンバーグ
- オースティン・ヘッジス
- コリン・レイ
- トラビス・ジャンコウスキー
- ハンター・レンフロー
- ジョーイ・ルケーシー
- エリック・ラウアー
- フランミル・レイエス
- ルイス・ウリアス
- フェルナンド・タティス・ジュニア